# Đồng Tân, Mai Châu
Đồng Tân là một xã thuộc huyện Mai Châu, tỉnh Hòa Bình, Việt Nam.
Tên của xã được ghép từ tên của hai xã cũ là Đồng Bảng và Tân Sơn.

## Địa lý
Xã Đồng Tân nằm gần trung tâm huyện Mai Châu, có vị trí địa lý:
- Phía đông giáp xã Sơn Thủy
- Phía tây giáp xã Pà Cò
- Phía nam giáp các xã Bao La, Nà Phòn và Tòng Đậu
- Phía bắc giáp tỉnh Sơn La và xã Sơn Thủy.

Xã Đồng Tân có diện tích 39,09 km², dân số năm 2018 là 2.694 người, mật độ dân số đạt 69 người/km².

## Lịch sử
Địa bàn xã Đồng Tân hiện nay trước đây vốn là hai xã Đồng Bảng và Tân Sơn thuộc huyện Mai Châu.
Xã Đồng Bảng được thành lập vào ngày 9 tháng 8 năm 1957 trên cơ sở một phần diện tích và dân số của xã Mai Thượng cũ.
Xã Tân Sơn được thành lập vào ngày 27 tháng 3 năm 1999 trên cơ sở 1.695,6 ha diện tích tự nhiên và 1.090 người của xã Bao La.
Đến năm 2018, xã Đồng Bảng có diện tích 27,48 km², dân số là 1.547 người, mật độ dân số đạt 56 người/km², gồm 1 tiểu khu và 4 xóm: Đồng Bảng, Bâng, Vắt, Phiêng Xa. Xã Tân Sơn có diện tích 11,61 km², dân số là 1.147 người, mật độ dân số đạt 99 người/km².
Ngày 17 tháng 12 năm 2019, Ủy ban Thường vụ Quốc hội ban hành Nghị quyết số 830/NQ-UBTVQH14 về việc sắp xếp các đơn vị hành chính cấp huyện, cấp xã thuộc tỉnh Hòa Bình (nghị quyết có hiệu lực từ ngày 1 tháng 1 năm 2020). Theo đó, sáp nhập toàn bộ diện tích và dân số của xã Đồng Bảng và xã Tân Sơn thành xã Đồng Tân.